# Stawellia
Stawellia je rod jednosupnica iz porodice čepljezovki. Postoje dvije vrste endemične za Zapadnu Australiju.
Rod je opisan 1870.

## Vrste
1. Stawellia dimorphantha F.Muell.
2. Stawellia gymnocephala Diels